# Эзре
Эзре́ (фр. Aiserey) — коммуна во Франции, находится в регионе Бургундия. Департамент коммуны — Кот-д’Ор. Входит в состав кантона Женли. Округ коммуны — Дижон.
Код INSEE коммуны — 21005.

## Население
Население коммуны на 2010 год составляло 1352 человека.
| 1962 | 1968 | 1975 | 1982 | 1990 | 1999 | 2010 |
| ---- | ---- | ---- | ---- | ---- | ---- | ---- |
| 617  | 631  | 672  | 863  | 1111 | 1138 | 1352 |

## Экономика
В 2010 году среди 874 человек трудоспособного возраста (15—64 лет) 647 были экономически активными, 227 — неактивными (показатель активности — 74,0 %, в 1999 году было 71,4 %). Из 647 активных жителей работали 594 человека (312 мужчин и 282 женщины), безработных было 53 (22 мужчины и 31 женщина). Среди 227 неактивных 72 человека были учениками или студентами, 110 — пенсионерами, 45 были неактивными по другим причинам.